# Hanneke Roelofsen
Hanneke Roelofsen (Slikkerveer, 1956) is een Nederlands beeldhouwer, graficus en schilder.

## Leven en werk
Roelofsen werd opgeleid aan de lerarenopleiding Ubbo Emmius in Leeuwarden en de Academie Minerva in Groningen. Ze maakt monumentale beelden, mozaïeken, houtsnedes en olieverfschilderijen en werkt daarin veel met mensfiguren. Van 1978 tot 2011 was ze docent beeldende kunst. Roelofsen exposeerde meerdere malen, onder andere in 2010 met de dubbelexpositie Omkijken bij het Museum Willem van Haren in Heerenveen en de galerie De Roos van Tudor in Leeuwarden. Ter gelegenheid van deze expositie verscheen een monografie.

## Werken (selectie)
- Mundus (2001), Haskerdijken
- Foardrager (2003), Jorwerd
- Ferske Beppe (2004), Weidum
- Tegeltableau Bank der Zelfstandigheid (2005), Leeuwarden (i.s.m. Denis Markic)

## Afbeeldingen

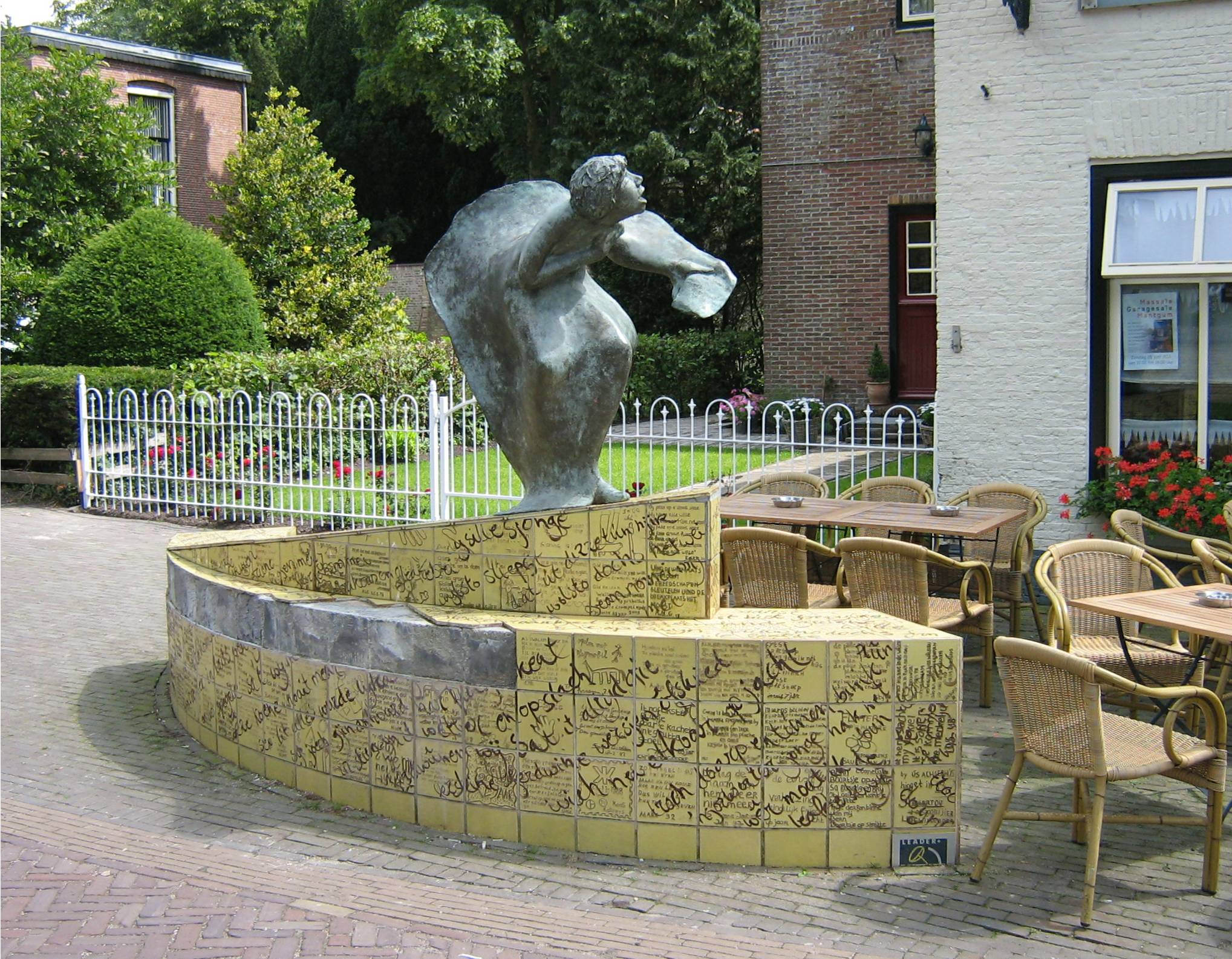
Foardrager
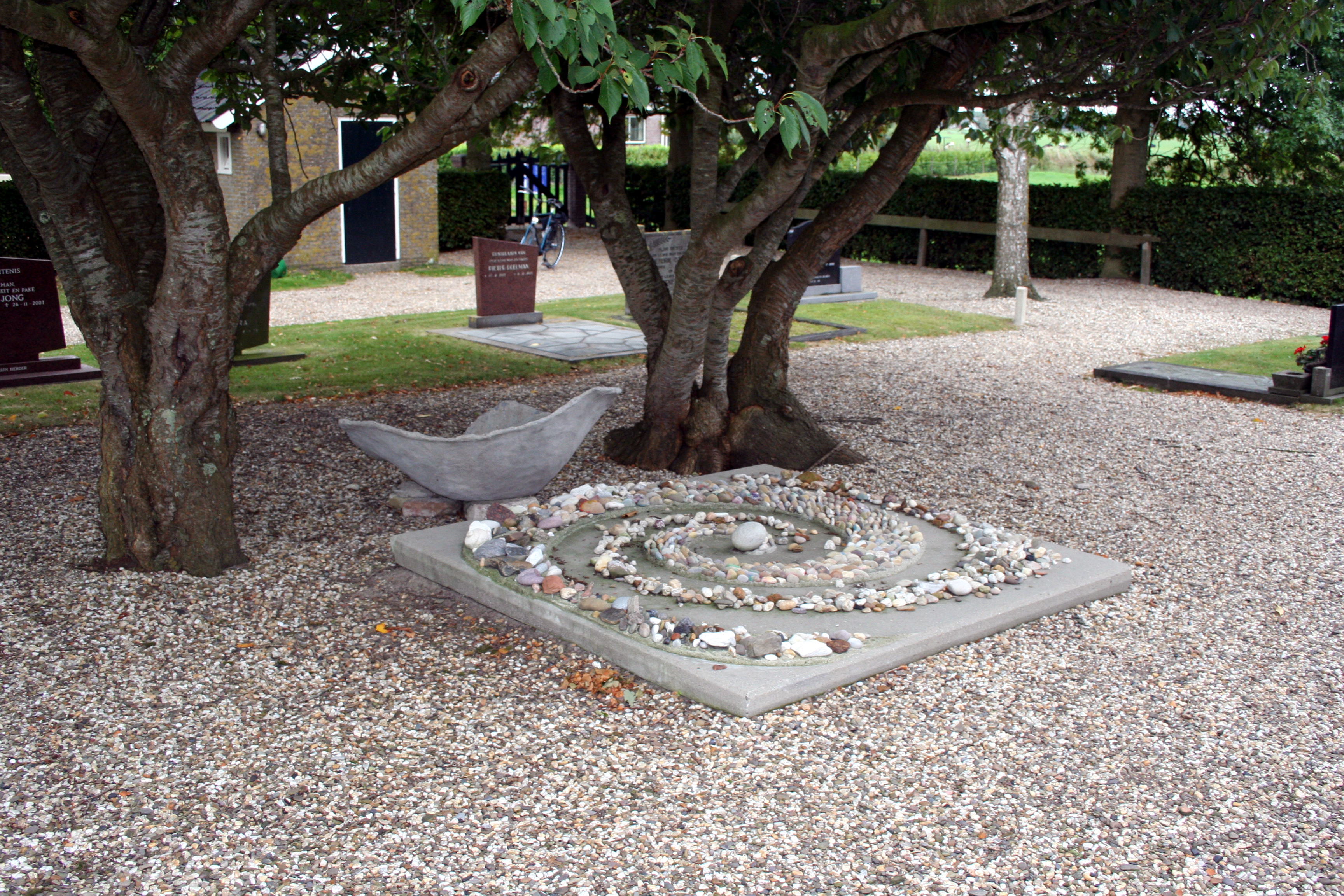
Mundus